# Manjapra Mohan
Manjapra Mohan es un cantante indio de música devocional de Kerala.  Nació en el pueblo de Manjapra en Palakkad, Estado de Kerala. Su tío M. D. Ramanathan, era también un cantante de música carnática tradicional. Su estilo musical es similar a la de Sampradaya Bhajan y ha ofrecido una serie de giras de conciertos por diferentes ciudades de la India, varios países de Oriente Medio y de Europa.

## Discografía
| Año  | Mes      | Nombre del álbum            | Edición        |
| ---- | -------- | --------------------------- | -------------- |
| 2012 | December | Namasangeerthanam - Vol. 12 | Gaurang Audios |
| 2012 | March    | Namasangeerthanam - Vol. 11 | Gaurang Audios |
| 2010 | November | Namasangeerthanam - Vol. 10 | Gaurang Audios |
| 2009 | November | Namasangeerthanam - Vol. 9  | Gaurang Audios |
| 2009 | January  | Sasthaprasadam              | Gaurang Audios |
| 2009 | January  | Namasangeerthanam - Vol. 8  | Gaurang Audios |
| 2008 | December | Sastha Preethi              | Gaurang Audios |
| 2008 | December | Eeswarabajanam              | Gaurang Audios |
| 2007 | December | Namasangeerthanam - Vol. 7  | Gaurang Audios |
| 2007 | December | Namasangeerthanam - Vol. 6  | Gaurang Audios |
| 2007 | December | Namasangeerthanam - Vol. 5  | Gaurang Audios |
| 2007 | December | Namasangeerthanam - Vol. 4  | Gaurang Audios |
| 2007 | December | Namasangeerthanam - Vol. 3  | Gaurang Audios |
| 2007 | December | Namasangeerthanam - Vol. 2  | Gaurang Audios |
| 2007 | December | Namasangeerthanam - Vol. 1  | Gaurang Audios |